# Luigi Romano Borgnetto
Luigi Romano Borgnetto (Torino, 10 febbraio 1881 – Torino, 25 dicembre 1957) è stato un regista, sceneggiatore e scenografo italiano.

## Biografia
Di professione pittore, fu attivo all'Itala Film fin dal 1907, dove collaborò come regista, soggettista e scenografo.
Suo primo film da regista fu L'eroe di Walmy del 1908, ma tra i suoi lavori più interessanti vi furono diversi film della serie Maciste girati tra il 1915 e il 1922 (ultimi dei quali prodotti in Germania), La caduta di Troia (1911), co-diretto assieme a Giovanni Pastrone, In terra sarda (1920). In qualità di scenografo, Borgnetto realizzò gli ambienti dove furono girati i cortometraggi comici ed altri film "a soggetto" prodotti dalla casa torinese negli anni dieci, ma soprattutto di quelli di Cabiria (1914).
Nel 1921 passò alla Rodolfi Film, dove diresse tre pellicole.
Ultimo film diretto fu Die närrische Wette des Lord Aldini (1923) per il cinema tedesco prodotto dalla Aldini-Film GmbH di Berlino, casa di produzione dell'attore italiano Carlo Aldini.

## Filmografia parziale
- L'eroe di Walmy (1908)
- Collana tentatrice (1910)
- La caduta di Troia (1911) - co-regia con Giovanni Pastrone
- Maciste (1915) - co-regia con Vincenzo Denizot
- La forza della coscienza (1918)
- Maciste innamorato (1919)
- L'uomo che vide la morte (1920)
- La farina del diavolo (1920) - regia e sceneggiatura
- In terra sarda (1920)
- Maciste salvato dalle acque (1920)
- La rivincita di Maciste (1921) - regia e sceneggiatura
- Maciste in vacanza (1921)
- Tetuan, il galeotto detective (1921)
- Plebe dorata (1921)
- Maciste e la figlia del re dell'argento (Maciste und die Tochter des Silberkönigs; 1922)
- Il segreto del morto (1922)

### Scenografia
- Cabiria, regia di Giovanni Pastrone (1914)